# Joestar Holdings
Joestar Holdings (fundada como Joestar Studios, el 30 de septiembre de 2017 en Madrid, España) es una matriz con múltiples inversiones en tecnología. En la actualidad se destaca por sus innovaciones en el campo tecnológico y su videojuego JoestarStudios: The Game.

## Reseña biográfica
Joestar Holdings comienza en 2017 como un proyecto de dos estudiantes, el Sr.Joestar Sánchez Prados y su becario Eugenio Estù Diôs fundan su primera marca, Joestar Studios, mediante la cual empiezan a desarrollar prototipos de hardware y experimentos digitales. En primer lugar, trabajan en un módelo de sellado digital inspirado en sellos icónicos, después, a mediados de 2018 desarrollan múltiples prototipos de dispositivos con un OS basado en blockchain, lo que termina con el desarrollo y lanzamiento de la Joestar Coin, una criptomoneda que incorpora 
muchas novedades, pues se integra en un programa user-friendly para cualquier dispositivo.  Finalmente, tras el éxito cosechado por el equipo 
de E-sports Joestar Studios E-sports, deciden desarrollar en el año 2019 y 2020 el videojuego Joestar Studios: The Game, en agosto de 2020 se constituye la matriz Joestar Holdings para diversificar las múltiples inversiones.